# Itako

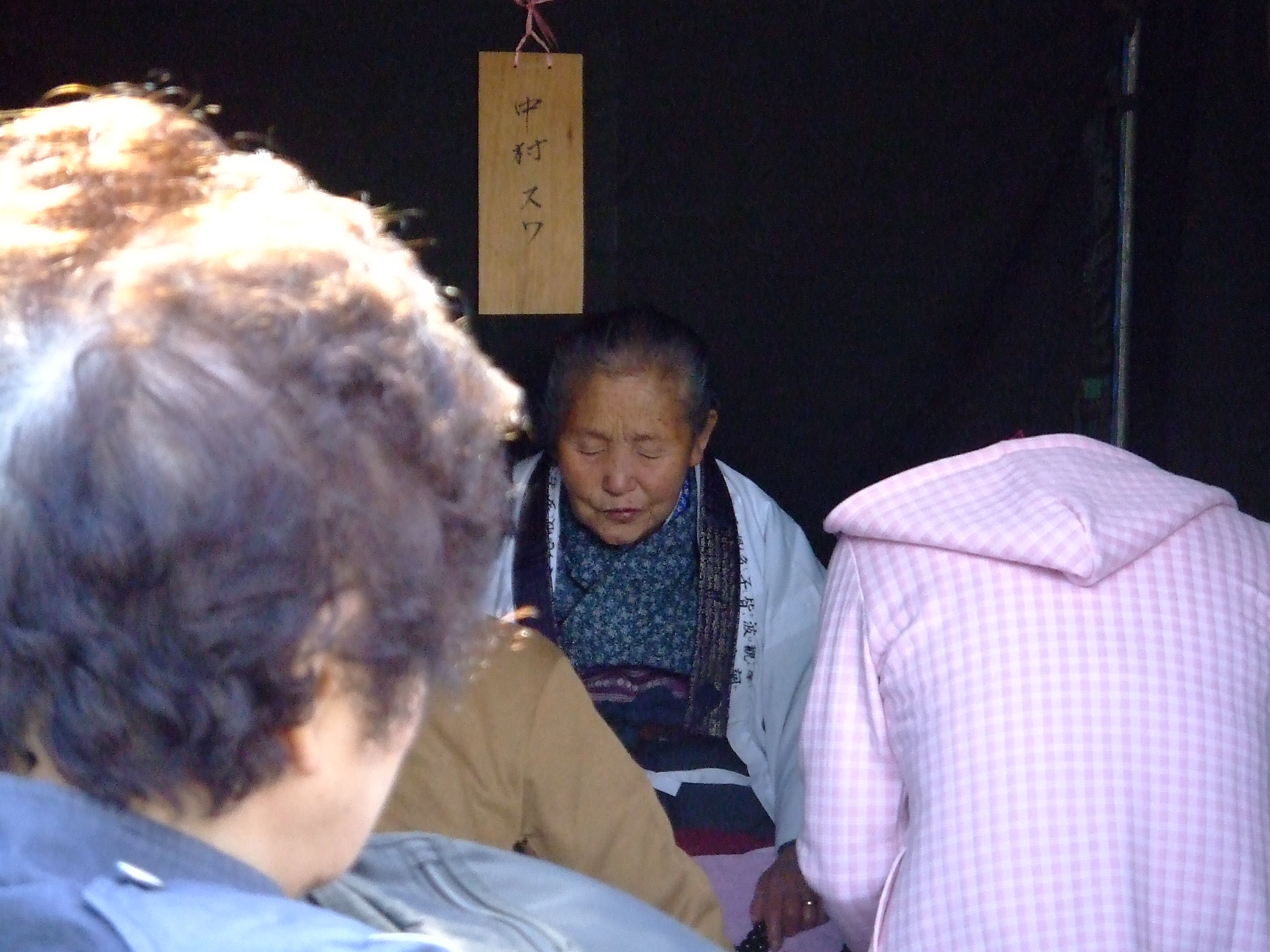
En itako på höstfestivalen Inako Taisai vid Osorezan, Aomori prefektur, Japan.

En itako är ett från födseln blint medium i norra Japan. Trots att itako oftast refereras till som shamaner så är de inte shamaner på så sätt att de har en övernaturlig kallelse. Traditionellt var itako istället födda till jobbet genom sina grava synfel. En itako tros kunna komma i kontakt med de döda och anhöriga kan prata med den döda genom itako. Många itako deltar i festivalerna vid Osorezan.
I träningen inför initieringen ingår att itako klär sig i vit kimono 100 dagar före ceremonin. Grundlig rengöring i kallt vatten är obligatorisk för att komma i ett extremt sinnestillstånd. Riter som kräver att hon häller kallt vatten över sig, oftast på vintern, förekommer och det krävs att hon övar mässande sång. Tre veckor innan ceremonin får hon inte äta säd, salt eller kött och hon ska undvika artificiell värme.
Under själva ceremonin är itako-aspiranten klädd till brud för att indikera bröllop med en gud. Ceremonin ackompanjeras av taktfast trummande och klockljud för att hjälpa itako komma i trans. Gamla itako sitter runt omkring och hjälper till med sångerna. Ceremonin kan hålla på i dagar tills aspiranten når trans. När hon väl nått trans bestämmer den högste itako vilken gud som intagit itako-aspiranten. Aspiranter får inte sova och matintaget är minimalt.